# Étienne-Jacques Ratiez
Étienne-Jacques Ratiez, né le 8 juin 1764 à Saint-Denis sur l’île Bourbon et mort le 7 mai 1829 à Paris, est un militaire français de la Révolution et de l’Empire.

## Biographie
Fils d’Étienne Ratier, serrurier parisien de la compagnie des Indes installé à Bourbon et de Charlotte Dupré.
Sous-lieutenant au 12e régiment de cavalerie le 20 avril 1792, il fait avec distinction les campagnes de la Liberté aux armées du Rhin, de Rhin-et-Moselle, d'Italie et sur les frontières bataves depuis 1792 jusqu'à l'an IX inclusivement. Employé le 21 mai 1793, en qualité d'adjoint à l'État-Major de l'armée du Rhin, il retourne comme lieutenant le 4 novembre 1793, dans le 12e de cavalerie et y obtient le grade de capitaine le 13 novembre 1794.
Devenu aide-de-camp du général de Beaupuy le 17 décembre 1795, il se trouve à toutes les affaires, et notamment au combat de Gorich, où son général est grièvement blessé. Il donne des preuves d'intrépidité au combat de la tête de pont d'Ingolstadt, et pendant ceux qui signalent la fin du mois de octobre 1796. Le général Beaupuy ayant été tué le 28 de ce dernier mois, Ratiez sert comme aide-de-camp auprès du général Sainte-Suzanne. Chef d'escadron au 19e régiment de cavalerie le 16 mars 1800, et passé à la suite du 10e régiment de même arme le 21 janvier 1803, il va rejoindre le 3e de cavalerie à Lyon comme chef d'escadron titulaire le 26 février, est nommé major du 5e régiment de cuirassiers le 29 octobre 1803, et membre de la Légion d'honneur le 25 mars 1804.
Colonel en second le 14 octobre 1811, le ministre l'envoie à Berlin le 30 mars 1812, pour la réception des 15 000 chevaux que doivent fournir la Prusse. Employé au dépôt de remontes de Glogau, il en conserve le commandement jusqu'à sa réunion à celui de Hanovre en mars 1813, et passe dans le mois de juin, à celui de Hanau, puis en novembre à celui de Deux-Ponts. Il est placé en demi-solde après l'abdication de l'Empereur, et fait chevalier de Saint-Louis le 1er novembre 1814, par le roi Louis XVIII.
Il reprend du service pendant les Cent-Jours, et retrouve sa position de non-activité après la catastrophe de Mont-Saint-Jean. Admis à la retraite le 20 avril 1822, avec effet au 25 décembre 1822 il meurt à Paris le 7 mai 1829 et est enterré au cimetière du Père-Lachaise (28e division). On lit sur sa tombe : Sa vie fut dévouée à son pays ; il fut honoré de l’amitié de Desaix ; il a laissé d’éternels regrets à une épouse, à ses enfants, à de nombreux amis.

## Famille
Étienne Jacques Ratiez avait épousé en 1811 Marie Rose Geneviève, fille de l'économiste François Ébaudy de Fresne dont il eut trois filles.

## Distinction
- Chevalier de la Légion d'honneur (5 germinal an XII - 26 mars 1804)[6]